# Księga wielkich życzeń
Księga wielkich życzeń – polski film dramatyczny z 1997 roku w reżyserii Sławomira Kryńskiego. Film powstał na zlecenie Canal+ i telewizji Polsat. Zdjęcia kręcono w Łodzi i Bratoszewicach.

## Obsada aktorska
- Gustaw Holoubek – Adam Ostrowski
- Henryk Machalica – Henryk Rychter
- Martyna Michalska – Marysia
- Danuta Szaflarska – pensjonariuszka Anna
- Katarzyna Skrzynecka – siostra Milena
- Ewa Gawryluk – Zuzanna, opiekunka dziewczynek
- Hanna Stankówna – pani psycholog
- Ignacy Machowski – pensjonariusz Stanisław
- Leon Niemczyk – pensjonariusz Zawadzki
- Bohdan Wróblewski – pensjonariusz
- Ryszard Chlebuś – Krzysztof Antkowiak, kierowca z zakładu pogrzebowego
- Marek Cichucki – Marek, chłopak Zuzanny
- Bronisław Wrocławski – lekarz
- Marek Kasprzyk – pracownik właściciela karuzeli

## Opis fabuły
W domu dziecka wybucha pożar. Kilka dziewczynek zostaje przyjętych do sanatorium dla osób starszych i przewlekle chorych. Marysia, wychowanka domu dziecka, próbuje zaprzyjaźnić się z Adamem, ale ten się opiera. Dziewczynce udaje się jednak zaprzyjaźnić z innym pensjonariuszem, Henrykiem.